# Kostonjoki
Der Kostonjoki ist ein Fluss in der finnischen Landschaft Nordösterbotten.
Er entwässert den See Kostonjärvi an dessen Südufer und fließt über eine Strecke von 25 Kilometern nach Süden.
Bei Taivalkoski trifft er auf den von Osten kommenden Iijoki.
Ungefähr auf halber Strecke durchfließt der Kostonjoki den See Koitijärvi.
Im Fluss werden Forelle, Hecht und Europäische Äsche gefangen.